# Abulfaz Elčibej
Abulfaz Elčibej (Əbülfəz Elçibəy, původním jménem Əbülfəz Qədirqulu oğlu Əliyev, 24. června 1938 – 22. srpna 2000 Ankara) byl ázerbájdžánský politik, v letech 1992–1993 prezident Ázerbájdžánu.
Byl druhým prezidentem své země po získání nezávislosti. V sovětské éře byl disidentem. Roku 1990 sehrál klíčovou roli při získávání nezávislosti, jako lídr Ázerbájdžánské lidové fronty (Azərbaycan Xalq Cəbhəsi Partiyası). Prezidentem se stal poté, co po prohrané válce s Arménií o Náhorní Karabach padl postkomunistický prezident Ajaz Mutalibov a on byl zvolen v demokratických volbách (prvních v historii země). Za rok byl ovšem svržen státním převratem Hejdara Alijeva. Elçibəy odešel do exilu, vrátil se však roku 1997 a podílel se na opoziční činnosti až do své smrti.